# Witches of East End
Witches of East End je americký televizní seriál natočený podle knižní předlohy od Melissy de la Cruz. Premiéra byla odvysílána 6. října 2013 na stanici Lifetime.
Seriálovou hvězdou je Julia Ormond vystupující v roli Joanny Beauchamp čarodějky a matky Freyy Beauchamp (Jenna Dewanová) a Ingrid Beauchamp (Rachel Boston) které jsou další generací čarodějek. Mädchen Amick je Joannina sestra Wendy Beauchamp. Seriál je volně založen na knize,[která?] i když v knize jsou si sestry vědomy svých schopností.

## Obsazení
- Julia Ormond jako Joanna Beauchamp
- Mädchen Amick jako Wendy Beauchamp
- Jenna Dewanová jako Freya Beauchamp
- Rachel Boston jako Ingrid Beauchamp
- Daniel Di Tomasso jako Killian Gardiner
- Eric Winter jako Dash Gardiner
- Christian Cooke jako Frederick Beauchamp (2. série)